# Ахмичи
Ахмичи (босн. Ahmići) — деревня в центральной части Боснии и Герцеговины в 50 километрах к северо-западу от столицы Сараево. Расположена в общине Витез в гористой местности в долине реки Лашва на высоте 495 м над уровнем моря.
В 1991 году, до Боснийской войны, здесь проживало 1178 человек, из которых 509 были боснийцами, 592 хорватами, 30 сербами и 47 других национальностей.
В 5:30 утра 16 апреля 1993 года подразделения Хорватского совета обороны начали обстрел села во время этнической чистки в долине Лашвы силы Совета обороны Хорватии (ХСО или ХВО) напали на деревню и убили около 116 человек, в том числе женщин, детей и стариков, что известно как резня в Ахмичи. Эта резня стала самой массовой в ходе хорватско-боснийского конфликта. Убийства сопровождались разрушением домов и уничтожением имущества жителей. Кроме этого, хорватами был причинён значительный ущерб двум сельским мечетям. Село было сожжено дотла. Гаагский трибунал признал виновными в убийствах нескольких хорватских политиков и солдат, в том числе Дарио Кордича, приговоренного к 25 годам тюремного заключения.
По переписи 2013 года население деревни составляло 506 человек.
- Миротворцы ООН собирают тела в Ахмичи
- Взорванная мечеть в Ахмичи